# Emmanuel Bondeville
Emmanuel Bondeville (Rouen (Normandia), 29 d'octubre, 1898 - Versalle, departament d'Yvelines, 26 de novembre, 1987), va ser un compositor francès.
Va ser secretari permanent de l'Acadèmia de Belles Arts.

## Biografia
Emmanuel Bondeville va néixer en una família modesta a Rouen, a Seine-Inférieure. El seu pare, bedel a l'església de Saint-Nicaise, el va posar en contacte amb la música des del primer moment a través de l'orgue i la música sacra. Serà alumne de Jean Déré.
El seu pare va morir l'any 1916 de tuberculosi, la consegüent ruïna de la família el va obligar a abandonar els seus brillants estudis (premis d'excel·lència i catorze nominacions) al col·legi Saint-Jean-Baptiste-de-La de primer grau, a Rouen, per manca de recursos. Després es va incorporar com a obrer a les Drassanes de Normandia, tot i que continuava les activitats musicals gràcies a un cosí, el pare Charmoilles, rector de la parròquia on va poder continuar exercint les seves habilitats d'orgue. La seva mare es va suïcidar l'any 1917. L'abril de 1918 va ser cridat a les banderes, incorporant-se primer al 43è regiment d'artilleria, després al 28è regiment d'artilleria de camp, el seu compromís al front el setembre de 1918 li va valer una citació i la Creu de Guerra.
Va començar la música amb l'orgue i va ser organista a l'església Saint-Nicaise de Rouen o Notre-Dame de Caen. Acabada la guerra, es va traslladar a París i va treballar la composició amb el professor del Conservatori Jean Déré. Va compondre obres per a piano, poemes simfònics, òperes còmiques i fins i tot òperes.
Paral·lelament, el 1935 esdevingué director musical d'emissores de ràdio (Radio Tour Eiffel, Radio Paris, Radiodiffusion française) després director artístic de Radio Monte-Carlo.
Va ser nomenat director de l'Òpera de Montecarlo l'any 1945 fins al 1949, quan esdevingué director de l'Òpera-Comique de París, i de 1950 a 1970, director de l'Òpera de París.
Paral·lelament a la seva carrera com a director d'òpera i compositor musical, va ingressar a l'Institut de França, sent elegit el 1959 president 4 de la secció de composició musical de l'Acadèmia de Belles Arts, després va ser elegit Secretari Membre permanent de l'Acadèmia de Belles Arts el 1964. Va ser nomenat secretari d'honor permanent l'any 1986. La seva tercera esposa, Dominique Plessis, amb qui va presentar un espectacle a France Musique, Une saison d'opéra, va morir el 1970.
Aleshores es va casar amb la mezzosoprano d'origen romanès Viorica Cortez a qui havia dedicat la seva òpera Antoni i Cleòpatra.
El 1966, va ser elegit president de la Fundació Maurice Ravel succeint a Marguerite Long, càrrec que va ocupar fins a la seva mort el 1987.
Durant 20 anys (del 1961 al 1981) va presidir el jurat del Concurs Internacional de Cant de Tolosa i el del "Concurs Marguerite Long - Jacques Thibaud". També va presidir el jurat del concurs de composició musical de la "Fundació Prince Pierre de Mònaco".

## Obra
- Les Illuminations, tríptic simfònic compost per:
  - Le Bal des pendus (1929)
  - Ophélie (1931)
  - Marine (1933)
- L'École des maris, òpera còmica basada en la comèdia del mateix nom de Molière
- Madame Bovary, drama líric basat en la novel·la homònima de Flaubert, creada a l'Opéra-Comique l'1 de juny de 1951 Il·lustracions per Faust (1942)
- Gaultier-Garguille, poema simfònic (1951)
- Symphonie lyrique (1956)
- Symphonie chorégraphique (1961)
- Antoine et Cléopâtre, òpera creada a l'Òpera de Rouen en 1974

així com melodies o uns quants motets de música sacra (Tantum Ergo, Ecce Panis, etc.)

## Escrits
- Préface de Napoléon et la musique, Théo Fleischman, Brussel·les, Éditions Brepols, 1965, 362 p.

## Distincions
- Comandant de la Legió d'Honor
- Gran oficial de l'Orde Nacional del Mèrit
- Creu de Guerra 1914-1918,una estrella de bronze
- Comandant de l'Ordre des Arts et des Lettres
- Creu del combatent 1914-1918
- Comandant de l'Orde de Leopold (Bèlgica)
- Gran oficial de l'Orde al Mèrit de la República Federal Alemanya
- Comandant de l'Orde de Saint-Charles (Mònaco)